# Celiantha imthurniana
Celiantha imthurniana är en gentianaväxtart som först beskrevs av Oliver, och fick sitt nu gällande namn av Bassett Maguire. Celiantha imthurniana ingår i släktet Celiantha och familjen gentianaväxter. Inga underarter finns listade i Catalogue of Life.